# 神戸正雄
神戸 正雄（かんべ まさお、旧字体：神戶 正雄、1877年（明治10年）4月19日 - 1959年（昭和34年）10月16日）は、日本の法学者・経済学者・政治家（京都市長で、公選第一号の市長）。文化功労者。愛知県一宮市出身。
日本における消費税提唱の先駆者として知られる。

## 略歴
1877年（明治10年）、愛知県一宮に生まれる。旧制愛知一中（現：愛知県立旭丘高等学校）、三高、一高を経て、1900年東京帝国大学法科大学政治科卒業、同大学大学院（財政学専攻）卒業。
1902年京都帝国大学法科大学助教授に就任。1904年（明治37年）ドイツ・イギリスに留学する。海外渡航が極めて困難な時代にあって、視察旅行とは違い実際に現地に居住し学究できたことは、神戸の人格形成に大きな影響を与えたと言われている。もともと誰に対しても温厚であったが、とてもユーモアを好む人物ではあり、それは留学により身につけたダンディズムと融合し彼の生徒や各方面の著名人に慕われた。
帰国後の1907年（明治40年）京都帝国大学法科大学教授に就任。1908年（明治41年）31歳で法学博士号を取得。清国とヨーロッパにて学術調査を実施。1917年（大正6年）京都帝国大学法科大学長（現在の法学部長に当たる）に就任。1919年（大正8年）経済学部を法学部から独立させ同学部の教授となる。経済学者としては、現在採用されているような諸政策を中央集権が強固だった当時から既に提唱している。主なものを以下に挙げると、
- 地方自治権
現在のアメリカ合衆国の連邦州制度に似ており州単位に完全独立し、財源は政府を経由せず自治体単位で自給するという。
- 消費税（租税論）
地税、所得税を抑え出費の多い富裕層からの税収を促進、お金を使えない貧困層の負担を軽減するという。
- 地方自治体による公営ギャンブル
地方都市独自での財源獲得を目指し提唱、ギャンブルに興じる富裕層からの税収を促進し貧困層の税負担を軽減するという。既に国営化していた競馬に利害対抗することを避けて地方自治体による競輪に着目。
- 公営墓地計画（宗教不問の墓地）
当時はまだ根強く土葬の習慣があり都市の利用可能土地萎縮を懸念。また、墓地の全市民平等化促進、火葬促進など。

1921年（大正10年）経済学部長に就任。1928年（昭和3年）『租税研究』によって帝国学士院恩賜賞受賞。1930年（昭和5年）に帝国学士院会員となる。1937年（昭和12年）京都帝国大学を定年退職、名誉教授。同年関西大学学長に就任、1940年教育功労者表彰。1944年（昭和19年）関西大学学長を退任。
1947年（昭和22年）、第二次世界大戦後の第一回目となる全国知事市長公選において、京都市長に立候補・当選する。在任中には第2代全国市長会長にも就任。
1949年（昭和24年）2月11日、神戸を含む日本学士院のメンバー9人が皇居に招かれ、昭和天皇の御陪食を賜る。陪食後のお茶の席で、租税の公平について奏上する機会を得る。1950年（昭和25年）に地方行政調査委員会議議長に就任するため市長を辞任。辞任に際しては、「既に老齢で自分の理想とする市政の10分の1もできなかった」と家族に悔しさを漏らしている。しかしながら、ハイデルベルクのような学術都市思想や古い街をそのまま観光資源と捉え、京都独特の町人の互助風習を市政に利用する努力もし、結果として早くから福祉の進んだ都市とするなど、戦後の京都市政の基礎を作り上げた功績は否定できない。
市長引退後は執筆活動や関西大学顧問として晩年を過ごし、1953年（昭和28年）に文化功労者。1959年10月、82歳で没す。死後は市長時代に建造した無宗教市営墓地（京都深草）に埋葬された。この墓地は墓標のないコンクリート多層構造（蚕だな型）で、当時の人々からは理解不能な素っ気ない墓であった。そこでまず自分（知名度のある者）が真っ先に入り理解を得るとして完成前に購入し、生前に公表していた。

## 栄典
- 1930年（昭和5年）12月5日 - 帝都復興記念章[5]

## 著書

### 単著
- 『十九世紀に於ける社会主義及社会的運動』日本経済社〈経済志叢 第3編〉、1903年2月。NDLJP:798578。
- 『シェル式割増附貯蓄制大意』京都法政専門学校出版部、1904年6月。NDLJP:800524。
- 『国債償還論』京都法学会〈法律学経済学研究叢書 第1冊〉、1908年8月。NDLJP:799728。
- 『国債償還に就ての講演』京都手形交換所、1908年9月。
- 『経済学講義』同文館、1909年8月。NDLJP:799086。
- 『穀物関税論』京都法学会〈法律学経済学研究叢書 第3冊〉、1909年10月。NDLJP:804188。
- 『財政概論』隆文館〈最近経済問題 第9巻〉、1910年8月。NDLJP:799769。
- 『公債論』宝文館〈経済全書 第5巻6編〉、1910年10月。
- 『朝鮮農業移民論』有斐閣〈経済叢書 第1冊〉、1910年12月。NDLJP:800929。
- 『近代放資論』有斐閣〈経済叢書 第2冊〉、1911年7月。NDLJP:803843。
- 『日本経済政策論』弘道館、1911年11月。NDLJP:799500。
- 『純理』有斐閣書房〈経済論集 第1冊〉、1912年1月。
- 『政策』有斐閣書房〈経済論集 第2冊〉、1912年1月。
- 『財政』有斐閣書房〈経済論集 第3冊〉、1912年1月。
- 『雑説』有斐閣書房〈経済論集 第4冊〉、1912年1月。
- 『経済論集』有斐閣書房、1912年1月。
- 『租税通論』宝文館〈経済全書 第5巻第4編〉、1912年3月。
- 『放資の話』弘道館〈通俗学芸文庫 第4編〉、1912年9月。NDLJP:913067。
- 『土地増価税論』京都法学会〈法律学経済学研究叢書 第10冊〉、1912年9月。NDLJP:936445。
- 『社会主義及社会的運動』弘文堂書店、1915年5月。
- 『日本経済論』弘道館、1916年6月。
- 『租税研究』弘文堂書房、1919年7月。
  - 『続 租税研究』弘文堂書房、1920年9月。
- 『租税研究』 第1巻、弘文堂書房、1919年7月。
  - 『租税研究』 第2巻、弘文堂書房、1920年9月。
  - 『租税研究』 第3巻、弘文堂書房、1922年3月。
  - 『租税研究』 第4巻、弘文堂書房、1924年6月。
  - 『租税研究』 第5巻、弘文堂書房、1924年6月。
  - 『租税研究』 第6巻、弘文堂書房、1925年8月。
  - 『租税研究』 第7巻、弘文堂書房、1926年9月。
  - 『租税研究』 第8巻、弘文堂書房、1927年12月。
  - 『租税研究』 第9巻、弘文堂書房、1929年1月。
  - 『租税研究』 第10巻、弘文堂書房、1930年5月。
- 『財政問題』日本図書出版〈財政経済及社会叢書 第1冊〉、1920年4月。NDLJP:962768。
- 『社会問題』日本図書出版〈財政経済及社会叢書 第2冊〉、1920年4月。NDLJP:962769。
- 『理論経済問題』日本図書出版〈財政経済及社会叢書 第3冊〉、1920年4月。NDLJP:962770。
- 『実際経済問題』日本図書出版、1921年5月。NDLJP:962771。
  - 『続 実際経済問題』日本図書出版、1921年9月。NDLJP:962772。
- 『最近経済及社会問題之協調的解釈』弘文堂書房、1922年3月。NDLJP:1464858。
- 『日本国際経済論』弘文堂書房、1922年3月。NDLJP:971240。
- 『経済学要論』弘文堂書房、1923年7月。NDLJP:1018527。
- 『財政学要論』弘文堂書房、1925年3月。NDLJP:982761。
- 『財政学・日本租税論』日本評論社〈現代経済学全集 第18巻〉、1928年12月。NDLJP:1281629。
- 『財政学大系』弘文堂書房、1929年4月。NDLJP:1272686 NDLJP:1442842。
- 『租税論』改造社〈経済学全集 第21巻〉、1929年7月。NDLJP:1279122。
- 『現行税制特に所得税及営業収益税に就て』日本経済聯盟会、1930年5月。
- 『現行税制及其整理』日本評論社、1931年11月。NDLJP:1279241。
- 『最近地方税問題』日本評論社、1931年12月。NDLJP:1268834。
- 『地方税改革問題』立命館出版部、1932年11月。NDLJP:1269160。
- 『満洲国の財政経済』立命館出版部、1932年11月。NDLJP:1280547 NDLJP:1281517。
- 『赤字時代の財政諸問題』立命館出版部、1932年11月。NDLJP:1442112。
- 『非常時の財源問題』立命館出版部、1933年9月。NDLJP:1280411。
- 『満洲農業移民の必要及可能性』日本学術振興会〈学術部第二特別委員会報告 第1篇〉、1935年3月。
- 『改訂増補 財政学』日本評論社〈経済学体系 第3巻〉、1935年9月。NDLJP:1279184。
- 『増税及整税論』立命館出版部、1935年10月。NDLJP:1272407。
- 『税制改革論』立命館出版部、1936年9月。NDLJP:1271448。
- 『百貨店税について』芳越堂印刷、1936年10月。NDLJP:1273125。
- 『地方税制研究』良書普及会、1937年2月。
- 『営業税の課税物件』関西大学学会、1937年11月。
- 『小売営業の課税問題』同文館〈小売商問題研究叢書〉、1938年5月。NDLJP:1281433。
- 『増税論』第一書房、1939年1月。NDLJP:1268217 NDLJP:1709992 NDLJP:1712071 NDLJP:2389954。
- 『人生と経済』第一書房、1939年2月。NDLJP:1462677。
- 『財政学大綱』日本評論社、1939年2月。NDLJP:1462279。
  - 『全訂 財政学大綱』日本評論社、1939年2月。NDLJP:1440083。
- 『対楓庵雑記』朝日新聞社、1948年12月。NDLJP:1130001。
- 『財政学講義』有斐閣、1953年7月。
- 『警視庁』三一書房〈三一新書〉、1956年11月。

### 編集
- 『経済全書』 第1巻、宝文館、1913年6月。
  - 『経済全書』 第2巻、宝文館、1913年6月。
  - 『経済全書』 第3巻、宝文館、1913年6月。
  - 『経済全書』 第4巻、宝文館、1913年6月。
  - 『経済全書』 第5巻、宝文館、1913年6月。
  - 『経済全書』 第6巻、宝文館、1913年6月。
- 『田島博士還暦祝賀記念論文集』京都帝国大学経済学会、1927年10月。

### 寄稿
- 中田薫 編「土地課税ノ発達ヲ論ス」『宮崎教授在職廿五年記念論文集』有斐閣書房、1914年5月。
- 「経済現象ノ特質」『穂積先生還暦祝賀論文集』有斐閣書房、1915年7月。
- 「消費税ト社会政策」『最近社会政策 金井教授在職二十五年記念』有斐閣書房、1916年11月。
- 矢作栄蔵編輯 編「所得税の逋脱」『経済学研究 山崎教授還暦祝賀記念』 第1巻（経済篇）、日本評論社、1929年4月。
- 河津暹編輯 編「日本農業政策上の根本諸問題」『農業経済の諸問題 矢作教授還暦祝賀記念』日本評論社、1931年6月。
- 穂積重遠、中川善之助責任編輯 編「相続税と家族制度」『家族制度全集』 史論篇 第5巻 相続、河出書房、1938年2月。
- 「地方税論」『自治制発布五十周年記念論文集』東京市政調査会、1938年4月。
- 「東亜共栄圈論」『関西大学研究論集』 第14号経済 商業篇、関西大学学会、1943年12月。

### 共著
- 松崎蔵之助、神戸正雄『歳入論』早稲田大学出版部、1902年10月。NDLJP:799861。
- 神戸正雄、佐々木惣一『公民教科書』 上巻、永沢金港堂、1931年10月。
- 神戸正雄、佐々木惣一『公民教科書』 下巻、永沢金港堂、1931年10月。

### 共編
- 神戸正雄・三谷道麿共編 編『満洲農業移民文献目録』日本学術振興会〈学術部第二特別委員会報告 第5篇〉、1936年7月。

### 記念論文集
- 『神戸博士還暦祝賀記念論文集』京都帝国大学経済学会〈経済論叢 第44巻第5号〉、1937年5月。